# Zonsverduistering van 14 oktober 2023
De zonsverduistering van 14 oktober 2023 betrof een ringvormige zonsverduistering die te zien was in Noord- en Zuid-Amerika, de Stille Oceaan en zeer beperkt in het uiterste westen van Afrika. Het gebied waar een ringvormige eclips kon worden waargenomen, ging door de landen de Verenigde Staten, Mexico, Guatemala, Belize, Honduras, Nicaragua, Panama, Colombia en Brazilië.
In de Benelux vond geen eclips plaats.

## Limieten

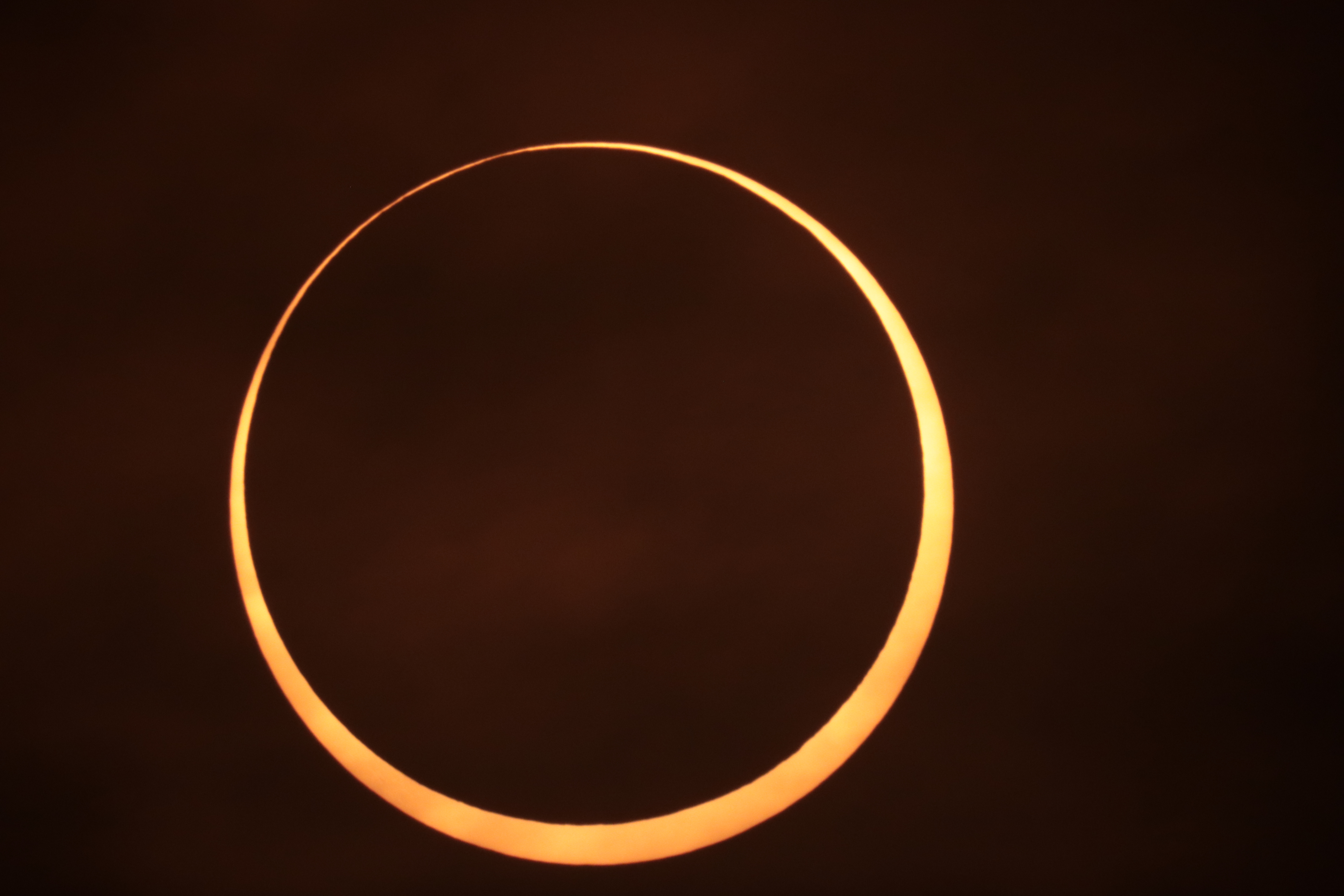
De eclips in de Verenigde Staten

| Fenoneem                    | Code | Tijdstip (UTC) |
| --------------------------- | ---- | -------------- |
| Eerste contact bijschaduw   | P1   | 15:03:38,4     |
| Eerste contact kernschaduw  | U1   | 16:09:59,1     |
| Kernschaduw compleet vanaf  | U2   | 16:14:32,6     |
| Bijschaduw compleet vanaf   | P2   | 17:34:28,7     |
| Maximum eclips              | GE   | 17:59:21,0     |
| Bijschaduw compleet t/m     | P3   | 18:24:47,0     |
| Kernschaduw compleet t/m    | U3   | 19:44:25,5     |
| Laatste contact kernschaduw | U4   | 19:48:53,5     |
| Laatste contact bijschaduw  | P4   | 20:55:06,9     |